# Selago
 (juillet 2018).
Genre
Classification phylogénétique
Selago est un genre de plantes herbacées de la famille des Scrofulariacées.

## Répartition
Le genre Selago est présent en Afrique australe et sur Madagascar.

## Liste des genres

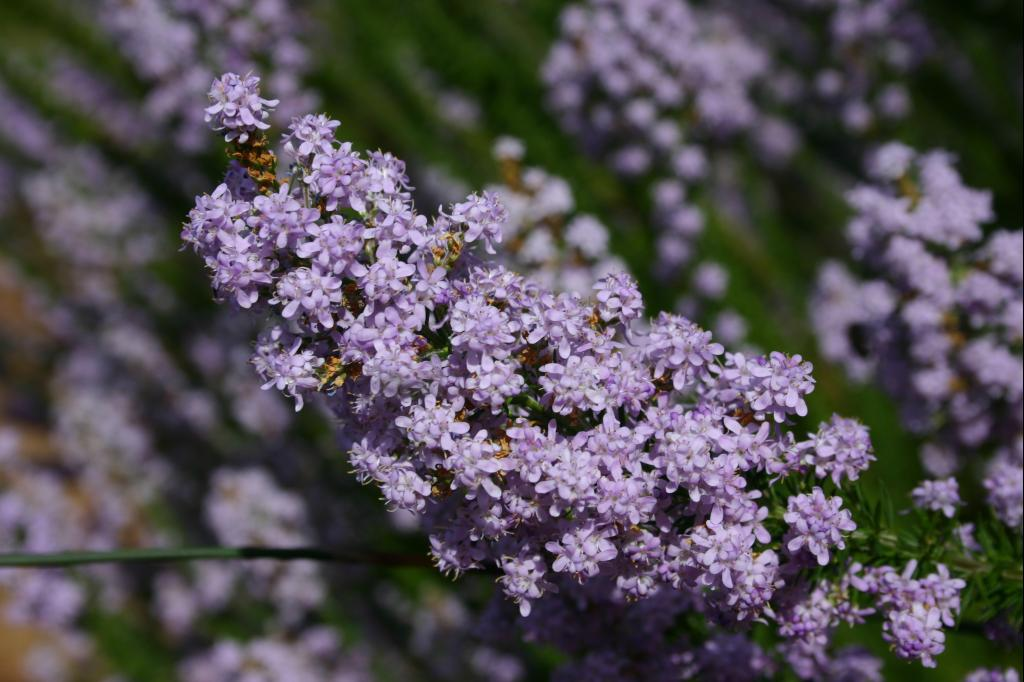
Selago canescens

- Selago abietina
- Selago acocksii
- Selago acutibractea
- Selago adenodes
- Selago albida
- Selago albomarginata
- Selago albomontana
- Selago alopecuroides
- Selago anatrichota
- Selago angolensis
- Selago angustibractea
- Selago articulata
- Selago aspera
- Selago atherstonei
- Selago barabei
- Selago barbula
- Selago baurii
- Selago beaniana
- Selago bilacunosa
- Selago bolusii
- Selago brevifolia
- Selago burchellii
- Selago burkei
- Selago caerulea
- Selago canescens
- Selago capitellata
- Selago capituliflora
- Selago cecilae
- Selago cedrimontana
- Selago centralis
- Selago chalarantha
- Selago ciiiata
- Selago cinerea
- Selago comosa
- Selago compacta
- Selago comptonii
- Selago confusa
- Selago congesta
- Selago corymbosa
- Selago crassifolia
- Selago cryptadenia
- Selago cucullata
- Selago cupressoides
- Selago curvifolia
- Selago decipiens
- Selago densiflora
- Selago diabolica
- Selago diffusa
- Selago dinteri
- Selago distans
- Selago divaricata
- Selago dolichonema
- Selago dolosa
- Selago dregeana
- Selago eckloniana
- Selago elongata
- Selago elsiae
- Selago esterhuyseniae
- Selago exigua
- Selago farrago
- Selago ferruginea
- Selago flanaganii
- Selago florifera
- Selago foliosa
- Selago fourcadei
- Selago fruticosa
- Selago galpinii
- Selago geniculata
- Selago glabrata
- Selago glandulosa
- Selago gloiodes
- Selago glomerata
- Selago glutinosa
- Selago goetzei
- Selago gossweileri
- Selago gracilis
- Selago grandiceps
- Selago griquana
- Selago hermannioides
- Selago heterotricha
- Selago hispida
- Selago huilana
- Selago hyssopifolia
- Selago immersa
- Selago impedita
- Selago inaequifolia
- Selago inconstans
- Selago innata
- Selago intermedia
- Selago karooica
- Selago kurtdinteri
- Selago lamprocarpa
- Selago lepida
- Selago leptothrix
- Selago levynsiae
- Selago lilacina
- Selago linearifolia
- Selago linearis
- Selago longicalyx
- Selago longiflora
- Selago longipedicellata
- Selago luxurians
- Selago lydenburgensis
- Selago magnakarooica
- Selago marlothii
- Selago mediocris
- Selago melliodora
- Selago michelliae
- Selago micradenia
- Selago mixta
- Selago monticola
- Selago morrisii
- Selago mucronata
- Selago multiflora
- Selago multispicata
- Selago mundii
- Selago muralis
- Selago myriophylla
- Selago myrtifolia
- Selago nachtigalii
- Selago namaquensis
- Selago neglecta
- Selago nigrescens
- Selago nigromontana
- Selago nyasae
- Selago oppositifolia
- Selago oresigena
- Selago pachypoda
- Selago paniculata
- Selago parvibractea
- Selago peduncularis
- Selago perplexa
- Selago persimilis
- Selago pinea
- Selago pinguicula
- Selago polycephala
- Selago polygala
- Selago polystachya
- Selago praetermissa
- Selago procera
- Selago prostrata
- Selago psammophila
- Selago pulchra
- Selago punctata
- Selago pustulosa
- Selago ramosissima
- Selago recurva
- Selago rehmannii
- Selago retropilosa
- Selago rigida
- Selago rotundifolia
- Selago rubromontana
- Selago saxatilis
- Selago scabribractea
- Selago scabrida
- Selago serpentina
- Selago seticaulis
- Selago setulosa
- Selago singularis
- Selago speciosa
- Selago spectabilis
- Selago stenostachya
- Selago stewartii
- Selago subspinosa
- Selago swaziensis
- Selago swynnertonii
- Selago tarachodes
- Selago tenuifolia
- Selago tenuis
- Selago teucriifolia
- Selago thermalis
- Selago thomii
- Selago thomsonii
- Selago thyrsoidea
- Selago trauseldii
- Selago trichophylla
- Selago trinervia
- Selago triquetra
- Selago valliscitri
- Selago walpersii
- Selago variicalyx
- Selago welwitschii
- Selago venosa
- Selago verna
- Selago whyteana
- Selago villicaulis
- Selago villosa
- Selago viscosa
- Selago witbergensis
- Selago zeyheri
- Selago zuluensis